# Kaiser-Franz-Joseph-I.-Rettungs-Jubel-Marsch
Kaiser-Franz-Joseph-I.-Rettungs-Jubel-Marsch (Marche de joie pour le rétablissement de l'Empereur François-Joseph Ier) est une marche de Johann Strauss II (op. 126). L'œuvre est créée le 6 mars 1853 à la salle de danse Zum Sperl à Vienne.

## Histoire
Le 18 février 1853, le tailleur hongrois János Libényi attaque au couteau l'empereur François-Joseph Ier, au cours de laquelle le monarque est grièvement blessé. L'assassin est maîtrisé et l'empereur se remet de ses blessures après un certain temps. Johann Strauss profite de cette occasion pour démontrer une nouvelle fois sa loyauté envers le monarque et la famille impériale en composant cette marche au titre long mais significatif. Musicalement, il combine la mélodie de l'hymne impérial autrichien, autrefois créé par Joseph Haydn, avec sa marche, ce qui souligne encore davantage son objectif patriotique. L'œuvre est créée lors d'un concert de Strauss dans la salle de danse Zum Sperl.

## Durée
Sa durée d'exécution est d'environ 3 minutes et 40 secondes. Elle peut varier selon l'interprétation musicale du chef d'orchestre.

## Interprétations notables
La pièce est jouée lors du célèbre concert du nouvel an à Vienne : en 1980 et 1999, à chaque fois sous la direction de Lorin Maazel.